# Li Ting (Tennisspielerin, 1991)
Li Ting (chinesisch 李婷, Pinyin Lǐ Tíng; * 15. Februar 1991) ist eine ehemalige chinesische Tennisspielerin.

## Karriere
Li spielte hauptsächlich Turniere auf der ITF Women’s World Tennis Tour, wo sie sieben Titel im Doppel gewinnen konnte.

## Turniersiege

### Doppel
| Nr. | Datum            | Turnier    | Kategorie   | Belag     | Partnerin               | Finalgegnerinnen                     | Ergebnis           |
| --- | ---------------- | ---------- | ----------- | --------- | ----------------------- | ------------------------------------ | ------------------ |
| 1.  | 16. März 2008    | Kalgoorlie | ITF $25.000 | Hartplatz | Zhou Yimiao             | Natsumi Hamamura Remi Tezuka         | 6:1, 4:6, [10:8]   |
| 2.  | 26. Februar 2011 | Mumbai     | ITF $10.000 | Hartplatz | Kanae Hisami            | Han Sung-hee Varatchaya Wongteanchai | 6:1, 7:5           |
| 3.  | 30. April 2011   | Bangkok    | ITF $10.000 | Hartplatz | Ai Yamamoto             | Napatsakorn Sankaew Yang Zi          | 7:66, 6:4          |
| 4.  | 14. Mai 2011     | Bangkok    | ITF $10.000 | Hartplatz | Zhao Yijing             | Ayu-Fani Damayanti Lavinia Tananta   | 6:72, 6:4, [13:11] |
| 5.  | 28. Mai 2011     | Bangkok    | ITF $25.000 | Hartplatz | Varatchaya Wongteanchai | Ayu-Fani Damayanti Lavinia Tananta   | 6:1, 6:4           |
| 6.  | 3. Juni 2011     | Bangkok    | ITF $25.000 | Hartplatz | Varatchaya Wongteanchai | Ayu-Fani Damayanti Lavinia Tananta   | 5:7, 7:65, [10:5]  |
| 7.  | 14. Juli 2012    | Huzhu      | ITF $15.000 | Sand      | Liang Chen              | Li Yihong Tian Ran                   | 7:5, 3:6, [10:6]   |